# Puzzle/Revive
PUZZLE/Revive – trzydziesty pierwszy singel japońskiej piosenkarki Mai Kuraki, wydany 1 kwietnia 2009 roku. Utwór PUZZLE został wykorzystany jako piosenka przewodnia filmu Detective Conan: The Raven Chaser, a utwór Revive został użyty jako 25 opening (odc. 521–529) anime Detektyw Conan. Singel osiągnął 3 pozycję w rankingu Oricon i pozostał na liście przez 11 tygodni, sprzedał się w nakładzie 48 328 egzemplarzy.

## Lista utworów

### PUZZLE/Revive
| Nr | Tytuł                                                                        | Słowa      | Kompozycja                      | Aranżacja        | Czas |
| -- | ---------------------------------------------------------------------------- | ---------- | ------------------------------- | ---------------- | ---- |
| 1. | "PUZZLE"                                                                     | Mai Kuraki | Yue Mochizuki & Takahiro Hiraga | Masazumi Ozawa   | 3:59 |
| 2. | "Revive"                                                                     | Mai Kuraki | Aika Ōno                        | Miguel Sá Pessoa | 4:42 |
| 3. | "The ROSE ~melody in the sky~ "Live Rehearsal Session" " (edycja limitowana) | Mai Kuraki | Aika Ōno                        |                  | 2:40 |
| 4. | "PUZZLE -instrumental-"                                                      |            | Yue Mochizuki & Takahiro Hiraga | Masazumi Ozawa   | 3:59 |
| 5. | "Revive -instrumental-"                                                      |            | Aika Ōno                        | Miguel Sá Pessoa | 4:42 |

### Revive/PUZZLE
| Nr | Tytuł                                                                        | Słowa      | Kompozycja                      | Aranżacja        | Czas |
| -- | ---------------------------------------------------------------------------- | ---------- | ------------------------------- | ---------------- | ---- |
| 1. | "Revive"                                                                     | Mai Kuraki | Aika Ōno                        | Miguel Sá Pessoa | 4:42 |
| 2. | "PUZZLE"                                                                     | Mai Kuraki | Yue Mochizuki & Takahiro Hiraga | Masazumi Ozawa   | 3:59 |
| 3. | "The ROSE ~melody in the sky~ "Live Rehearsal Session" " (edycja limitowana) | Mai Kuraki | Aika Ōno                        |                  | 2:40 |
| 4. | "Revive -instrumental-"                                                      |            | Aika Ōno                        | Miguel Sá Pessoa | 4:42 |
| 5. | "PUZZLE -instrumental-"                                                      |            | Yue Mochizuki & Takahiro Hiraga | Masazumi Ozawa   | 3:59 |

## Notowania
| Lista                             | Pozycja |
| --------------------------------- | ------- |
| Oricon Daily Singles Chart        | 1       |
| Oricon Weekly Singles Chart       | 3       |
| Oricon Monthly Singles Chart      | 13      |
| Billboard Japan Hot 100           | 6       |
| Billboard Japan Hot 100 Airplay   | 16      |
| Billboard Japan Hot Singles Sales | 5       |